# Saboyá
Saboyá es un municipio colombiano ubicado en la provincia de Occidente en el departamento de Boyacá. 
Por el Norte limita con el departamento de Santander (municipios de Albania y Florián), por el Este: con los municipios de Santa Sofía y Sutamarchán; por el Sur: con Chiquinquirá y por el Oeste: con Chiquinquirá y Briceño. Tiene bajo su jurisdicción un centro poblado: Garavito.
Es reconocido por ser el municipio mencionado por el cantautor colombiano Jorge Velosa en su canción "La Cucharita".

## Toponimia

### Origen lingüístico[3]
- Desconocido

### Significado
Hasta el momento no se ha producido una investigación académica con fuentes históricas y lingüísticas que verifique el origen del nombre Saboyá. Algunas especulaciones que circulan en internet sobre el origen y significado de este topónimo sugieren, sin fuentes ni rigor académico, que Saboyá tiene un significado preciso en la lengua Muysca de Bogotá, Muysccubun. Sin embargo, Saboyá está cerca del área arqueológica Guane y la vinculación lingüística de los indígenas de Saboyá no se ha estudiado en detalle.

### Origen / Motivación
El nombre del municipio se deriva del cacique Saboyá, jefe de la comunidad que habitó la región y que sostuvo enfrentamientos con Juan Gastón, primer alcalde de la ciudad de Vélez, a cuyo municipio perteneció Saboyá.

## Historia
Con la llegada de los conquistadores españoles, el Cacique Saboyá, hizo gala de valor resistiendo por más de 30 años los propósitos del invasor.
El Capitán Pedro de Galeano, hermano de Martín Galeano, fue encomendero de Saboya, así mismo desde 1556, la evangelización de los habitantes se inició como misión de los Padres Dominicos por lo que 1758 las autoridades reales agregaron los indígenas de Chiquinquirá a Saboyá para fines de su adoctrinamiento.
Aunque no hay referencia del aporte de Saboyá a la Independencia, el Libertador Simón Bolívar estuvo en tres ocasiones el poblado: el 2 de enero de 1821, el 6 de septiembre de 1827 y el 9 de junio de 1828. 
Mediante el decreto de 21 de febrero de 1832, erigió la parroquia de Saboyá, con lo que dejó de pertenecer a la provincia de Vélez. 
El templo parroquial, fue construido en el siglo XIX, y consagrado a su patrono San Vicente Ferrer, del que se encuentra un cuadro presidiendo el Altar Mayor, pintado por Giratá.
En la vereda Velandia del municipio de Saboyá, al cantautor Jorge Velosa, le regalaron una cucharita de hueso por amistad; misma que dos semanas después, le fue arrebatada en la ciudad de Bogotá junto con sus documentos.

## Clima
La variada superficie permite que se presenten distintas formas del clima en función de la humedad relativa:
- A, superhúmedo: veredas Pantanos, Molino, Puente de Tierra, Tibistá, Escobal, Resguardo, Lajita, Pire y Vìnculo.
- B4, muy húmedo: veredas de Merchán, Mata de Mora, Velandia y Monte de Luz.
- B3, húmedo: vereda Merchán.

Los climas son de 7 °C y de 15 °C

## Economía
Existen 9300 predios rurales de los cuales 7500 tienen una extensión de entre 2 y 6 fanegadas, con lo que su actividad económica depende fundamentalmente de este sector, está cubierto de pastos en un 31.3% es decir un total de 7723 Ha; debido la actividad pecuaria es la predominante, por lo general de raza criolla doble propósito. Como en muchos municipios, la raza bovina predominante es la Holstein; productora de leche. Por otra parte como un pequeño renglón está la cría de ovinos, porcinos y otras especies menores. 
En cuanto al sector agrícola se destacan la papa en un 64% y maíz en un 26%. En algunas veredas de la zona de ladera baja tales como tibistà, Molino y Puente de Tierra se cultivan frutales como curuba, mora, tomate de árbol y fresa y algunas especies de hortalizas. En el casco urbano la actividad económica más representativa es el comercio.

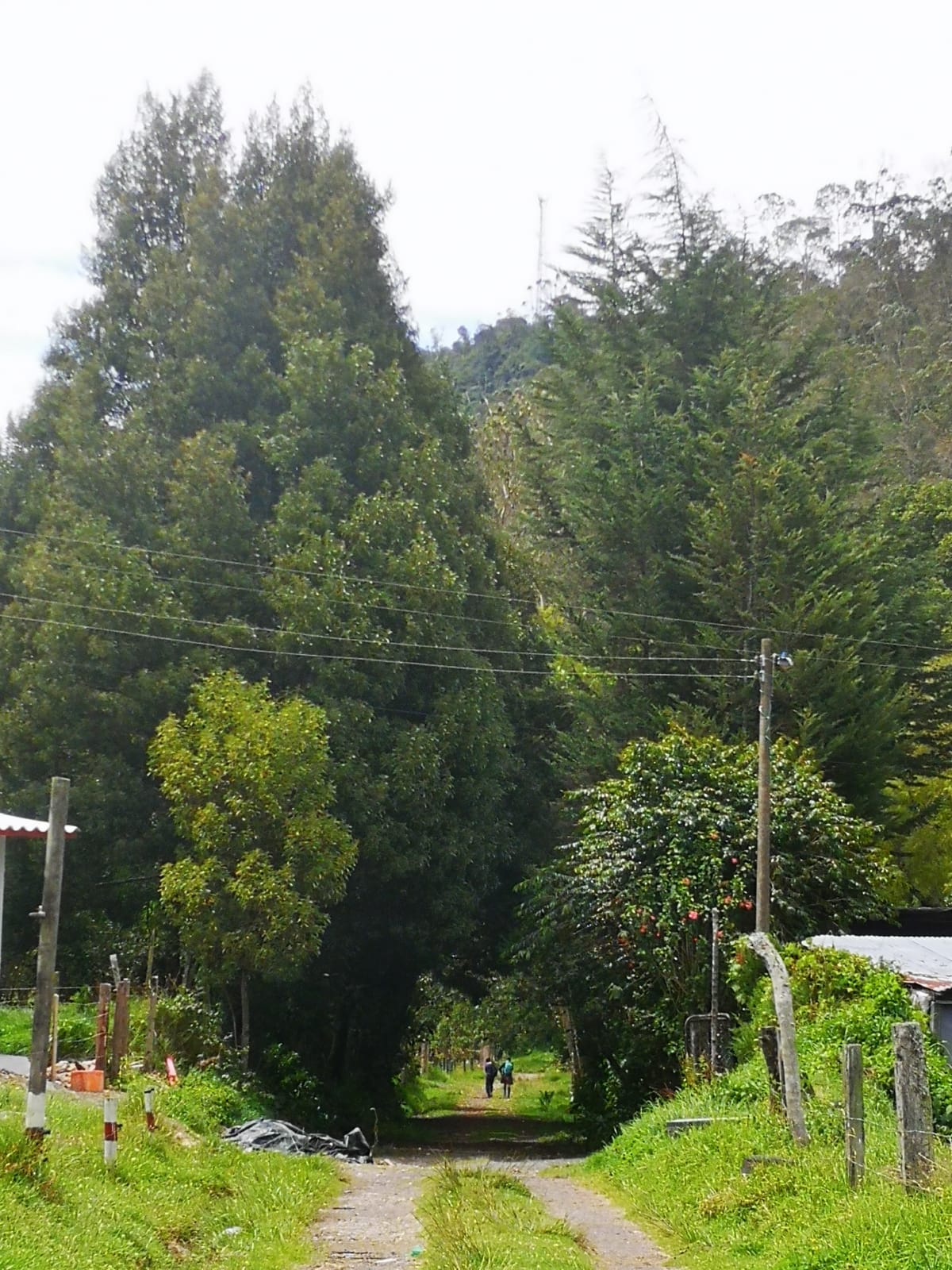
Niño y niña caminan por sendero de Saboyá junto al casco urbano

## Fiestas
Aguinaldo Saboyano, del 16 al 24 de diciembre

 Fiesta al Patrono de Saboyá San Vicente Ferrer.

Ferias y fiestas en junio (puente festivo de Corpus Christi)
Día de la cultura